# Flabellum tubuliferum
Espèce
Flabellum tubuliferum est une espèce de coraux appartenant à la famille des Flabellidae. Selon WoRMS, cette espèce correspond à Rhizotrochus tuberculatus.